# Arico
Arico is een gemeente in de Spaanse provincie Santa Cruz de Tenerife in de regio Canarische Eilanden met een oppervlakte van 179 km². Arico telt 7.423 inwoners (1 januari 2016). De gemeente ligt op het eiland Tenerife.
Het gemeentehuis bevindt zich in Villa de Arico, de dorpen die behoren bij de gemeente Arico zijn: Abades, Arico Nuevo, Arico Viejo, Poris de Abona en La Jaca.

## Demografische ontwikkeling
Bron: INE, 1857-2011: volkstellingen

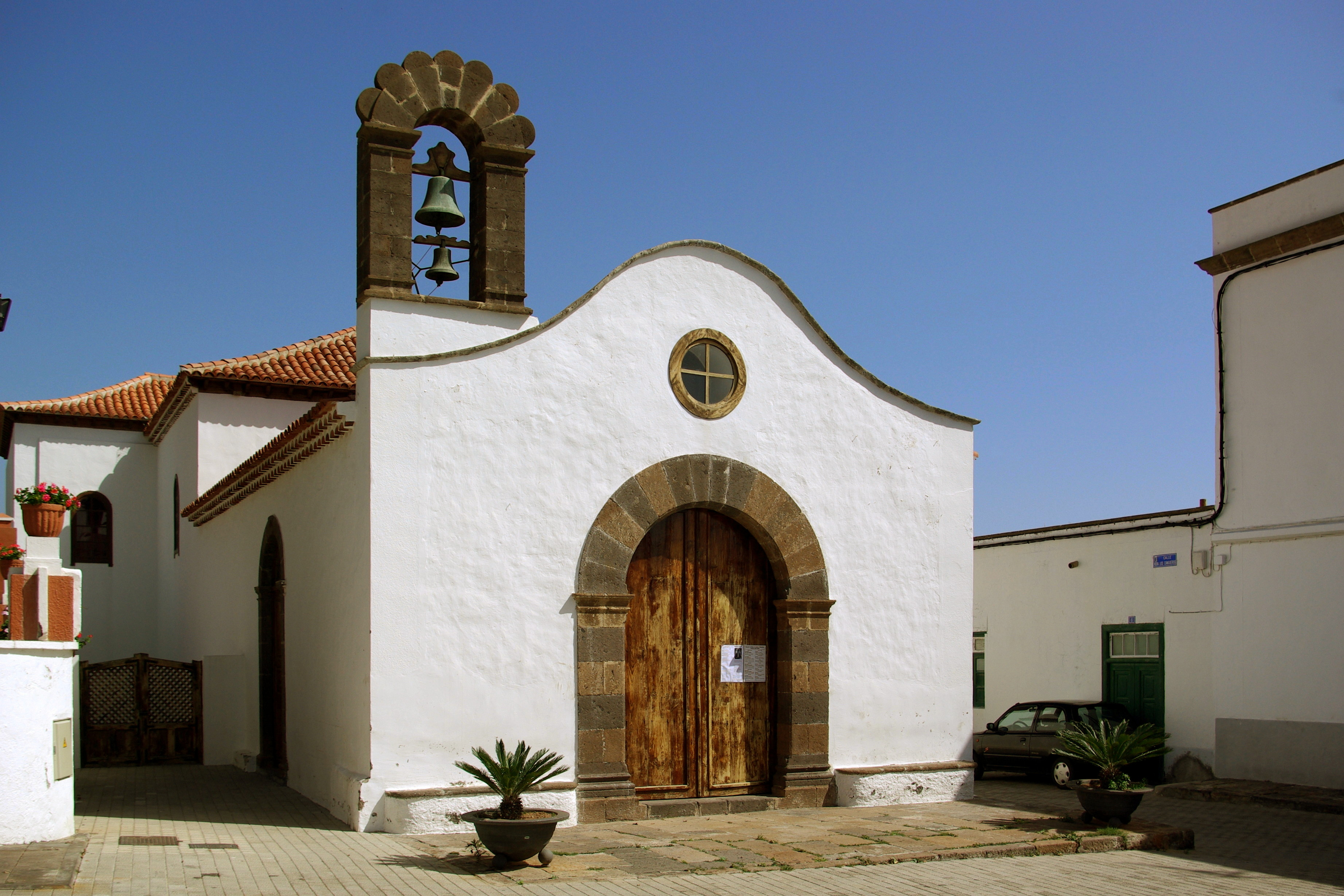
Arico el Nuevo
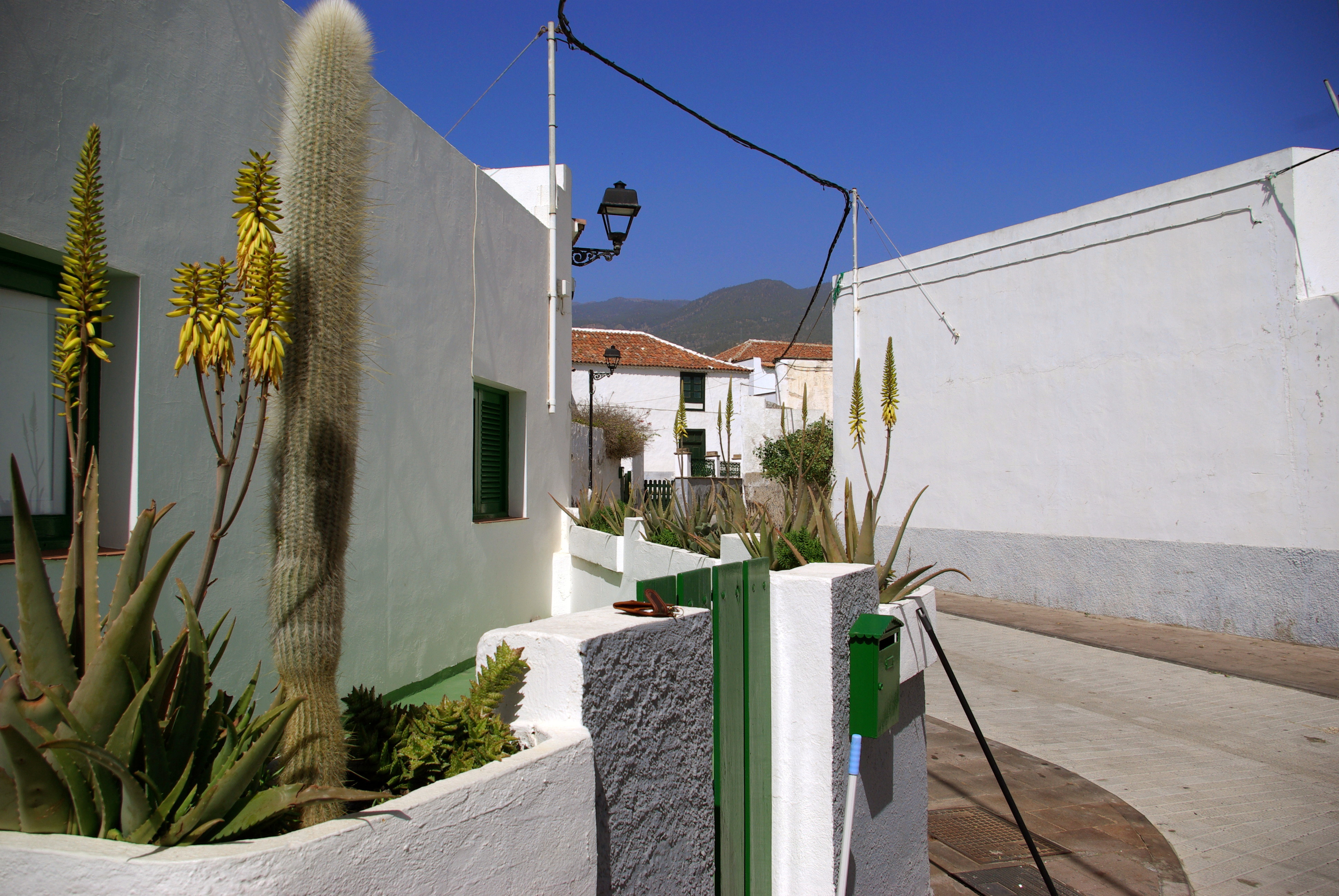
Arico el Nuevo

Adeje · Arafo · Arico · Arona · Buenavista del Norte · Candelaria · Costa del Silencio · Fasnia · Garachico · Granadilla de Abona · La Guancha · Guía de Isora · Güímar · Icod de los Vinos · La Matanza de Acentejo · La Orotava · Puerto de la Cruz · Los Realejos · El Rosario · San Cristóbal de La Laguna · San Juan de la Rambla · San Miguel de Abona · Santa Cruz de Tenerife · Santa Úrsula · Santiago del Teide · El Sauzal · Los Silos · Tacoronte · El Tanque · Tegueste · La Victoria de Acentejo · Vilaflor de Chasna